# Solva cylindricornis
Solva cylindricornis är en tvåvingeart som först beskrevs av de Meijere 1914.  Solva cylindricornis ingår i släktet Solva och familjen lövträdsflugor. Inga underarter finns listade i Catalogue of Life.